# Didi Senft

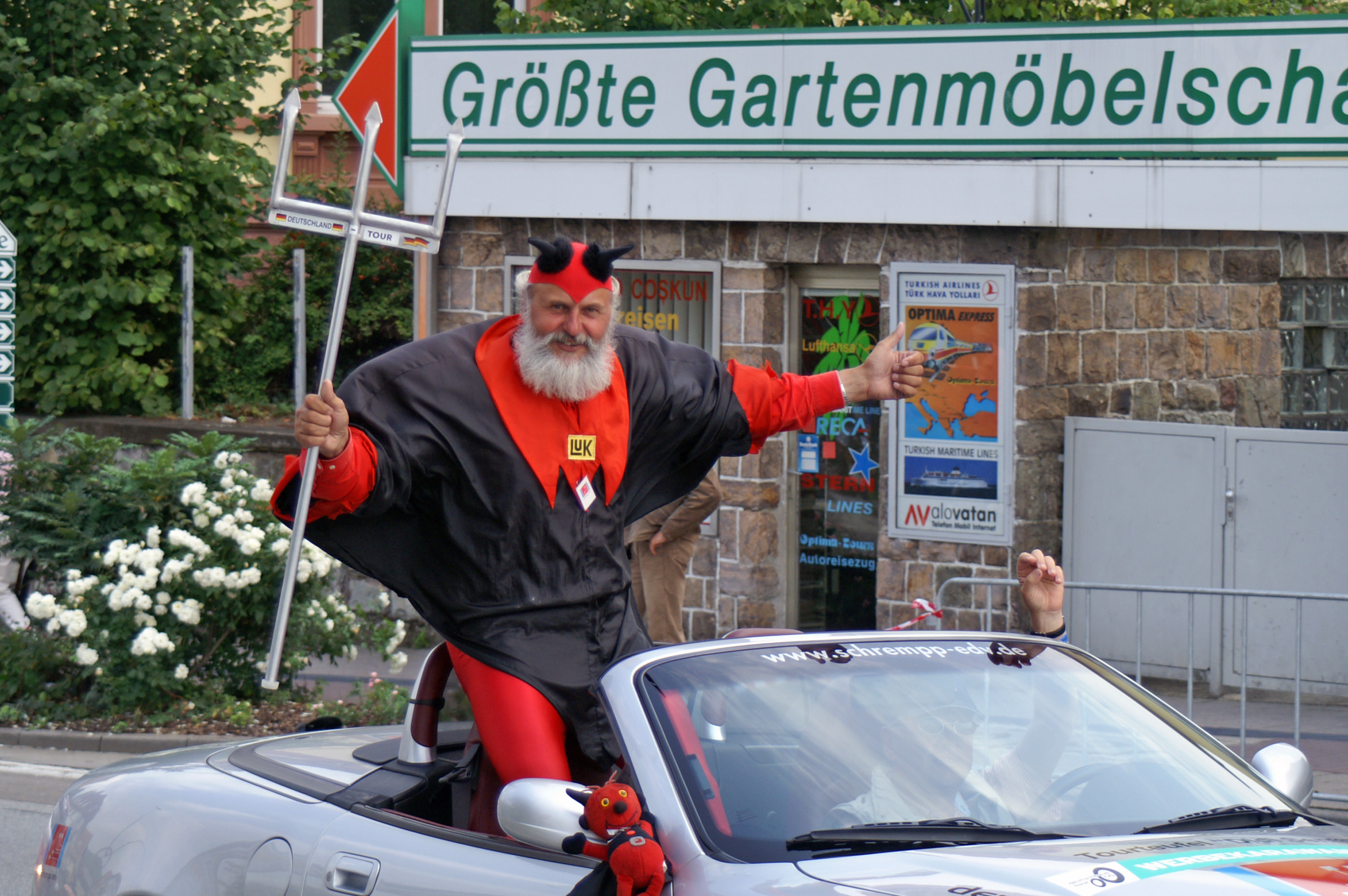
Didi Senft podczas wyścigu Deutschland Tour 2005

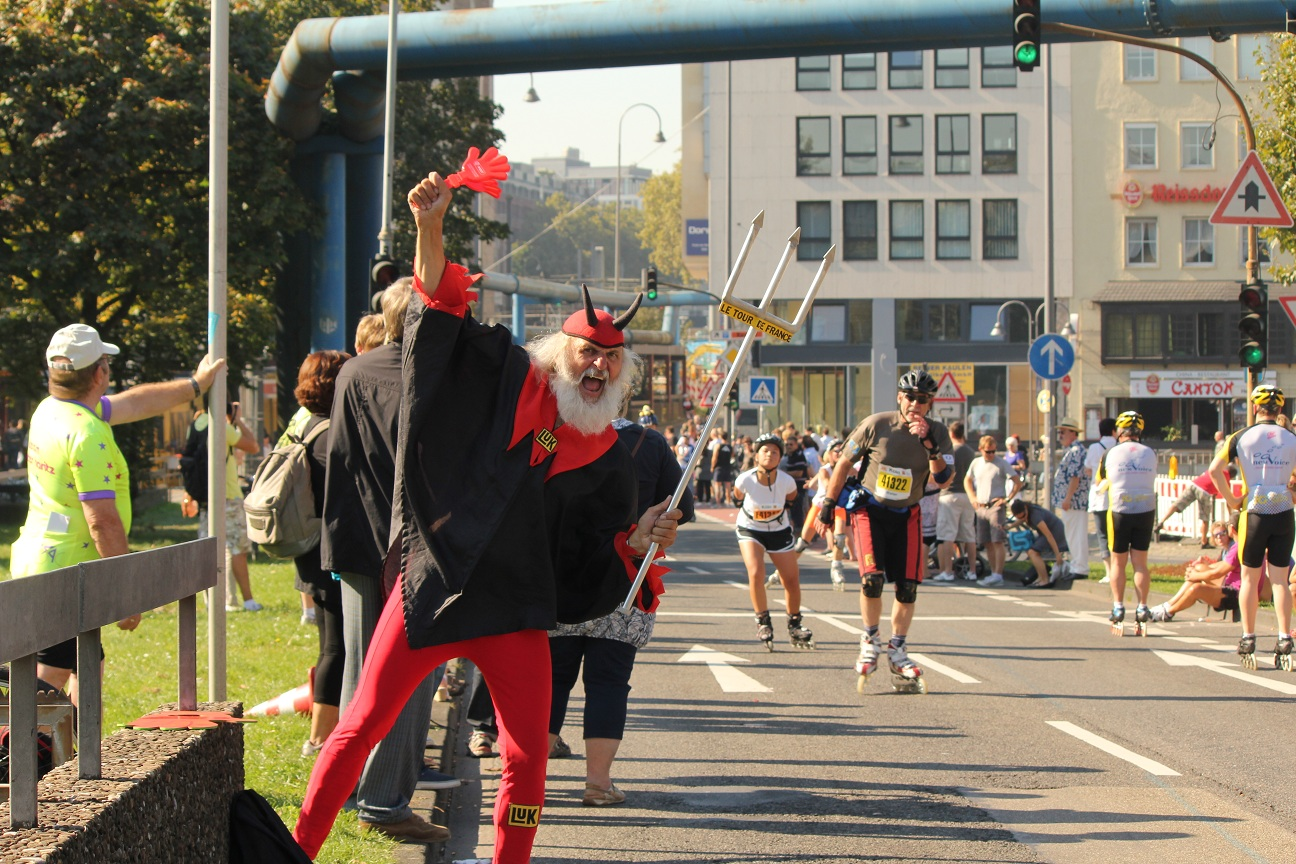
Didi Senft podczas wyścigu Cologne Marathon 2011

Dieter „Didi” Senft (ur. 7 lutego 1952 w Reichenwalde) – niemiecki wynalazca znany jako człowiek w przebraniu diabła podczas dwóch najważniejszych wyścigów kolarskich świata - Tour de France i Giro d’Italia, dzięki czemu zyskał również przydomek El Diablo.

## Życiorys
Od 1993 roku Didi Senft pojawia się podczas Tour de France i Giro d’Italia w przebraniu czerwonego diabła oraz maluje symbol trójzębu na kilka mil przed pojawieniem się. Senft przypisuje inspirację swojego stroju przedstawicielowi jednej z niemieckich firm rowerowych – Herbertowi Watterotowi, nazwał ostatnie okrążenie jednego z lokalnych wyścigów Okrążenie Czerwonego Diabła.
Didi Senft jest konstruktorem ponad 120 unikatowych rowerów, w tym największego roweru na świecie - w kształcie gitary. Gitara o wymiarach 5 metrów wysokości i 12 metrów długości została umiejscowiona w zamku w podberlińskim Storkowie, gdzie w 2009 roku powstało muzeum znanej niemieckiego zespołu rockowego Puhdys.
W 2006 roku podczas wyścigu Tour de Suisse malował sygnaturę trójzębu przed wjazdem zawodników na metę. Dzień później został poinformowany przez szwajcarską policję, iż jego działanie było nielegalne i postawili mu ultimatum: zapłacenie grzywny albo pójście do więzienia. Został również zobowiązany do usunięcia symbolu z drogi.
W 2012 roku poprzez portal Cynclingnews.com poinformował, iż z powodu operacji po raz pierwszy od 1993 roku nie pojawi się na wyścigu Tour de France: Właśnie wróciłem z badań prześwietlenia głowy, trzeciego w ciągu trzech tygodni. Czułem się jak w Czarnobylskim reaktorze. Teraz wyniki badań są znacznie lepsze i mogę teraz robić dużo rzeczy każdego dnia. Po dłuższej nieobecności na zawodach pojawił się podczas mistrzostw świata 2012 w Valkenburgu.
W 2013 roku Senft pojawił się podczas 15. etapu Tour de France 2013, który odbywał się na zboczach Mont Ventoux. Był on w żółtym przebraniu z okazji 100. edycji Wielkiej Pętli i przybył zaraz po Chrisie Froome, który później okazał się zwycięzcą etapu. Po raz drugi w tym wyścigu pojawił się podczas 18. etapu odbywającego się w rejonach L’Alpe d’Huez.
Didi Senft zaszczycał swoją obecnością podczas piłkarskich mistrzostw Europy: Euro 2008 i Euro 2012, na które przyjeżdżał swoimi skonstruowanymi rowerami.